# Elophos senilaria
Elophos senilaria là một loài bướm đêm trong họ Geometridae.